# Trasacco
Trasacco település Olaszországban, Abruzzo régióban, L’Aquila megyében. Lakosainak száma 5808 fő (2023. január 1.). Trasacco Avezzano, Celano, Civita d’Antino, Luco dei Marsi, Ortucchio, Pescina, San Benedetto dei Marsi és Collelongo községekkel határos.

## Népesség
A település lakossága az elmúlt években az alábbi módon változott:
| Lakosok száma | 6264 | 6198 | 5808 |
|               | 2017 | 2018 | 2023 |